# Augusto de Oldemburgo
Augusto de Oldemburgo (13 de julho de 1783 - 27 de fevereiro de 1853) foi o grão-duque de Oldemburgo de 1829 até à sua morte em 1853.

## Família
Augusto foi o filho mais velho do grão-duque Pedro I de Oldemburgo e da princesa Frederica de Württemberg. Os seus avós paternos eram o príncipe Jorge Luís de Holstein-Gottorp e a princesa Sofia Carlota de Schleswig-Holstein-Sonderburg-Beck. Os seus avós maternos eram o duque Frederico II Eugénio de Württemberg e a marquesa Sofia Doroteia de Brandemburgo-Schwedt. Entre os seus tios estavam o rei Frederico I de Württemberg, a princesa Sofia Doroteia de Württemberg, casada com o czar Paulo I da Rússia e a princesa Isabel de Württemberg, casada com o sacro-imperador Francisco I da Áustria.

## Reinado
Em 1815, no Congresso de Viena, o estado de Oldemburgo, tal como outros estados alemães foi elevado de ducado a grão-ducado. Augusto foi o primeiro a usar o título.

## Casamentos

### Primeiro
No dia 24 de julho de 1817, Augusto casou-se com a princesa Adelaide de Anhalt-Bernburg-Schaumburg-Hoym, filha do príncipe Vítor II de Anhalt-Bernburg-Schaumburg-Hoym e da princesa Amália de Nassau-Weilburg.
Tiveram duas filhas:
- Amália de Oldemburgo (21 de dezembro de 1818 - 20 de maio de 1875); casada com o príncipe Otto da Grécia, eleito rei da Grécia; sem descendência;
- Frederica de Oldemburgo (8 de junho de 1820 - 20 de março de 1891) casada com Jacob Washington, um parente afastado do primeiro presidente dos Estados Unidos da América, George Washington.

A princesa Adelaide morreu em 1820.

### Segundo
No dia 24 de agosto de 1825, Augusto casou-se com a princesa Ida de Anhalt-Bernburg-Schaumburg-Hoym, irmã mais nova da sua primeira esposa. Tiveram um filho que sucedeu como grão-duque:
- Pedro II de Oldemburgo (8 de julho de 1827 - 13 de junho de 1900), casado com a princesa Isabel de Saxe-Altemburgo; com descendência.

Ida morreu em 1828.

### Terceiro
No dia 5 de maio de 1831, Augusto casou-se com a princesa Cecília da Suécia, uma filha do rei deposto Gustavo IV Adolfo da Suécia. Tiveram três filhos:
- Alexandre de Oldemburgo (16 de junho de 1834 - 6 de junho de 1835)
- Nicolau de Oldemburgo (15 de fevereiro de 1836 - 30 de abril de 1837)
- Elimar de Oldemburgo (23 de janeiro de 1844 - 17 de outubro de 1895)